# Soussac
Soussac é uma comuna francesa na região administrativa da Nova Aquitânia, no departamento da Gironda. Estende-se por uma área de 6,5 km². Em 2010 a comuna tinha 199 habitantes (densidade: 30,6 hab./km²).